# Светлозар Жеков
Светлозар Иванов Жеков е български литературен критик, преводач, журналист и издател.

## Биография
Роден е в Пловдив. Завършва българска и руска филология в Софийския държавен университет. Работи като редактор и завеждащ редакция „Поезия“ в Главна редакция „Култура“ на БНР, в списание „Пламък“, издателство „Български писател“, като асистент по нова българска литература в Софийския университет и като директор на Националния център за книгата при Министерство на културата.
Член е на Съюза на българските журналисти, на Съюза на преводачите в България (председател на секция „Поезия“ (1984 – 1986), член на Управителния съвет (1989 – 1991), член-учредител на Асоциацията на българските книгоиздатели. През 2005 г. е избран за член на European Union Publishers’ Forum. През същата година е номиниран за представител на България в проекта COST A32 „Open scholarly communities on the WEB“, в който е избран за член на Управителния съвет.
Участва активно в демократизацията на страната след 1989 г. Полемичните му статии „Свестните у нас считат за луди“, „И свет во тме“ и „На кръстопът“, публикувани в самото начало на промените, предизвикват обществен дебат за необходимостта от демократизация на културата. Заедно със Стефан Савов и Александър Шурбанов създава един от първите клубове за демокрация в България – Клуба за демокрация при СПБ (декември 1989 г.). Заедно с журналиста Юрий Лазаров ръководи Медийния съвет на СДС в предизборната кампания на ОДС (1997).
Не е членувал и не членува в политическа партия.
Умира на 20 април 2022 г.

## Дейност
През 1982 г. издателство „Народна култура“ публикува преводната му книга „В средата на света“ с избрани стихове от Арсений Тарковски. По-късно в сборници излизат преводите му на А. С. Пушкин, Е. Баратински, Ю. Лермонтов, С. Есенин, Т. Бек, Ю. Воронов и др. През 2007 г. издателство „Нов Златорог“ публикува двуезичната му преводна антология „Арсений Тарковски и други руски поети“, в която, по думи на Кирил Кадийски, е събрано най-стойностното от преводаческото дело на Жеков. 
Светлозар Жеков е автор на десетки рецензии, литературни портрети, статии, интервюта и радиопредавания, с които активно участва в литературния дебат от 1970 г. до днес. Част от тях са в основата на литературнокритическата му книга „През двора на времето“ („Нов Златорог“, 2007 г.), в която Жеков прави опит да „възстанови“ от своя ъгъл на зрение творчески светове, наблюдения, анализи и срещи в едно нелеко, както за България, така и за българската култура време.
През 1990 г. основава едно от първите частни издателства в България след демократичните промени – „Перо̀“, което ръководи и до днес.
Заедно с Живко Иванов и Александър Ванчев, Светлозар Жеков става първият носител на националната награда „Христо Г. Данов" в категорията „Електронно издаване и нови технологии“ (2002 г.) за мултимедийното си издание „Христо Смирненски – новият прочит“.
През 2003 г. Жеков издава литературната си анкета с поета Кирил Кадийски, плод на дългогодишна съвместна работа. С „честното си говорене“ анкетата предизвиква широк интерес и дебати не само сред литературните кръгове, но и сред широката общественост, възприемаща я като емблематичен документ за художественото и политическо време, отразено, коментирано и осмислено в нея.

### Литературознание
- „Кирил Кадийски. Литературна анкета“, „Перо“, 2003; „Захарий Стоянов“, 2007.
- „През двора на времето“, „Нов Златорог“, 2007.

### Преводи
- Сергей Есенин. Избрана лирика, „Народна култура“, 1980.
- Арсений Тарковски.В средата на света, „Народна култура“, 1982.
- Джон Ленън. Избрана лирика, „Пулс“, 1982.
- Евгений Баратински. Стихотворения, Москва, „Радуга“; София, „Народна култура“, 1986.
- Татяна Бек. Избрана лирика, „Народна култура“, 1987.
- А. С. Пушкин. Избрани съчинения в два тома, „Народна култура“, 1988.
- Осип Манделщам. Избрани стихотворения, „Факел“, 1988.
- Арсений Тарковски. Избрани стихотворения, „Перо“, 2006, електронно издание.
- Николай Рубцов, Стихотворения„Перо“, 2006, електронно издание.
- Арсений Тарковски и други руски поети в превод на Светлозар Жеков, „Нов Златорог“, 2007.

## Отличия
- 1987 – Годишна награда на сп. „Факел“ за теоретичната студия „Буквализмът срещу себе си“
- 1988 – Конкурс за драматургия на съвременна тема – награда за пиесата „Тото“
- 1988 – Награда на сп. „Факел“ за превод на стихове от Осип Манделщам
- 2002 – Национална награда „Христо Г. Данов“